# Nationalisme d'Ulster
Le nationalisme d'Ulster est une école de pensée dans la vie politique de l'Irlande du Nord qui cherche à obtenir l'indépendance du Royaume-Uni sans entrer dans la république d'Irlande, devenant ainsi un État souverain indépendant, séparé des deux.
L'indépendance a été soutenue par des groupes tels que l'Ulster Third Way et certaines factions de la Ulster Defence Association. Cependant, il s'agit d'une vue marginale en Irlande du Nord. Il n'est soutenu par aucun des partis politiques représentés à l'Assemblée de l'Irlande du Nord, ni par le gouvernement du Royaume-Uni ou par le gouvernement de la république d'Irlande.
Bien que le terme d'Ulster désigne traditionnellement l'une des quatre provinces traditionnelles d'Irlande, qui comprend l'Irlande du Nord ainsi que certaines parties de la république d'Irlande, il est souvent utilisé dans le cadre du syndicalisme et du loyalisme d'Ulster (d'où est né le nationalisme d'Ulster).

## Histoire
En novembre 1921, lors des négociations du traité anglo-irlandais, David Lloyd George et Sir James Craig, premiers ministres respectifs du Royaume-Uni et de l'Irlande du Nord, échangèrent des messages. Lloyd George envisageait de choisir pour l'Irlande du Nord entre, d'une part, rester du Royaume-Uni en vertu de la loi de 1920 sur le gouvernement irlandais, tandis que ce qui était devenu l'Irlande du Sud devenait un domaine; et, d'autre part, devenir membre d'un domaine de toute l'Irlande où le parlement de Stormont était subordonné à un parlement de Dublin au lieu de Westminster. Craig a répondu qu'une troisième option serait que l'Irlande du Nord soit un domaine parallèle à l'Irlande du Sud et aux "Domaines d'outre-mer". représentation à Westminster comme moins perverse que l’inclusion dans un Parlement de toute l’Irlande ".